# Time-Bin-Kriterium
Das Time-Bin-Kriterium (TBK) (englisch time-bin criterion) ist ein Gütekriterium. Die Kenntnis der Werte über Visibilität (deutsch Interferenzkontrast) und TBK ermöglichen die Beurteilung der Funktionsqualität eines experimentellen Setups in Time-Bin-Konfiguration (TBI) zwecks einer Realisierung der Time-Bin-Kodierung (TBE).

## Allgemeines
Hauptmotiv für die Nutzung des Time-Bin-Kriteriums ist die Schaffung einer schnellen Möglichkeit der qualitativen Beurteilung der Messergebnisse am experimentellen Aufbau. Ausführlich beschrieben wird das TBK in und .

### Entwicklungsursachen
Eine Schwierigkeit beim Aufbau des experimentellen Setups ist die Nichtverfügbarkeit von teuren Einzelphotonenquellen. Daher wird oft ein stark gedämpfter Laser genutzt. Das hat den Vorteil einer hohen Robustheit, was besonders im rauen Betrieb der Entwicklung wichtig ist. Die Dämpfung sollte jedoch nicht zu hoch sein solange der experimentelle Aufbau noch imperfekt ist. In der ersten Phase ist es vorteilhaft, keinen Pulslaser zu nutzen. Besser ist ein Dauerstrichlaser, denn das vereinfacht einige Anforderungen an die Detektoren. Ein Nachteil dieses Vorangehen ist, dass nicht mehr unterschieden werden kann, ob der detektierte Untergrund von den Satelliten {\displaystyle S_{1}} und {\displaystyle S_{2}} stammt oder aus anderen Ursachen auftritt. Ganz unabhängig davon, was die gemessene Visibilität aussagt. Um das zu vermeiden, wird das TBK genutzt.

### Reale Time-Bin-Konfiguration mitκ

Entwicklung des vorauslaufenden Satelliten, des Zentralimpulses und des nacheilenden Satelliten der Time-Bin-Konfiguration in Abhängigkeit von, der gekoppelten Imperfektion und Imbalance. Änderung der Linienbreite unberücksichtigt.

Für einen experimentellen Aufbau in Time-Bin-Konfiguration ohne die Notwendigkeit einer Phasenmanipulation über {\displaystyle \varphi } sind am Detektor der vorauslaufende Satellit {\displaystyle S_{1}}, der Zentralimpuls {\displaystyle Z} und der nacheilende Satellit {\displaystyle S_{2}} zu beobachten. Je nach vorliegender Imperfektion und Imbalance {\displaystyle \kappa } mit {\displaystyle 0\leq \kappa \leq 2} sind deren Leistungen definiert.
- Satellit S1

{\displaystyle P(\psi _{K})(\kappa ,\varphi _{1}=0,\varphi _{2}=0)=\kappa ^{2}\cdot (2-\kappa )^{4}}
- Zentralimpuls Z

{\displaystyle P(\psi _{M})(\kappa ,\varphi _{1}=0,\varphi _{2}=0)=4\cdot \kappa ^{6}\cdot (2-\kappa )^{6}}
- Satellit S2

{\displaystyle P(\psi _{L})(\kappa ,\varphi _{1}=0,\varphi _{2}=0)=\kappa ^{4}\cdot (2-\kappa )^{2}}

### Minimal- und Maximalmessung

Entwicklung der Minimal- und der Maximalmessung innerhalb der Time-Bin-Konfiguration in Abhängigkeit von, der gekoppelten Imperfektion und Imbalance.

Grundsätzlich sind zwei Methoden für die Ermittlung von {\displaystyle MIN} und {\displaystyle MAX} möglich. Erstens die Messung der beiden Satelliten und des Zentralimpulses zusammen (Index SZS) oder nur der Zentralimpuls (Index Z) allein.
- Methode SZS

Diese Methode wird genutzt in einer Ausbaustufe der Messmittel, welche nicht den einzelnen Zentralimpuls detektieren, auswählen und messen können.
{\displaystyle MAX_{SZS}=(2-\kappa )^{2}\cdot \kappa ^{2}\cdot (\kappa ^{2}+4\cdot (2-\kappa )^{4}\cdot \kappa ^{4}+(2-\kappa )^{2})}
{\displaystyle MIN_{SZS}=(2-\kappa )^{2}\cdot \kappa ^{2}\cdot (\kappa ^{2}+(2-\kappa )^{2})}
- Methode Z

Ist die Auswerteelektronik letztendlich schnell und präzise genug, kann eine weitere Methode verwendet werden.
{\displaystyle MAX_{Z}=4}
{\displaystyle MIN_{Z}=4\cdot (2-\kappa )^{6}\cdot \kappa ^{6}}

### Korrektor
Der Wert des Korrektors {\displaystyle m_{\bullet }} wird für ein {\displaystyle \kappa =1} definiert. Dieser wird benötigt bei der späteren Berechnung des Wertes {\displaystyle TBK}.
{\displaystyle m_{\bullet }={\frac {MAX_{\bullet ,\kappa =1}}{MIN_{\bullet ,\kappa =1}}}}
Damit ist {\displaystyle m_{\bullet }} mit {\displaystyle m_{SZS}=3} und {\displaystyle m_{Z}=1} festgelegt.

## Herleitung
Mit Hilfe der Intensitäten an den Detektoren für verschiedene Zustände innerhalb des Versuchsaufbaus lässt sich das Time-Bin-Kriterium definieren.

### Grundannahme
Basis für die Herleitung des Time-Bin-Kriteriums ist die Annahme, dass für ein System mit einem quantitativen Maximum {\displaystyle MAX} und Minimum {\displaystyle MIN} gilt:
{\displaystyle MAX\geq MIN>0}
Solange die Werte {\displaystyle MAX} und {\displaystyle MIN} unterscheidbar messbar sind, folgt für ein {\displaystyle (m\in \Re )\geq 1}
{\displaystyle MAX-m\cdot MIN=0}
{\displaystyle \Rightarrow }
{\displaystyle MAX-MIN=(m-1)\cdot MIN}
{\displaystyle MAX+MIN=(m+1)\cdot MIN}

### Time-Bin-Kriterium
Durch Umstellen der Grundannahme leitet sich das Time-Bin-Kriterium {\displaystyle TBK} ab.
{\displaystyle {\frac {1}{m}}\cdot {\frac {MAX}{MIN}}=1}
{\displaystyle \Rightarrow }
{\displaystyle TBK={\frac {1}{m}}\cdot {\frac {MAX}{MIN}}}

### Visibilität
Durch Nutzung der aus der Grundannahme bekannten Relationen für {\displaystyle MAX} und {\displaystyle MIN} ist die allgemeine Definition der Visibilität {\displaystyle V} gegeben mit:
{\displaystyle {\frac {MAX-MIN}{MAX+MIN}}={\frac {m-1}{m+1}}}
{\displaystyle \Rightarrow }
{\displaystyle V={\frac {MAX-MIN}{MAX+MIN}}}

### Korrigierte Visibilität
Aus {\displaystyle V} und mit Hilfe der Grundannahme ergibt sich eine weitere Darstellungsmöglichkeit der Visibilität.
{\displaystyle V={\frac {TBK\cdot m-1}{TBK\cdot m+1}}=TBK\cdot V_{TBK}}
{\displaystyle \Rightarrow }
{\displaystyle V_{TBK}={\frac {V}{TBK}}=m\cdot {\frac {MAX-MIN}{MAX+MIN}}\cdot {\frac {MIN}{MAX}}}
Wobei {\displaystyle V_{TBK}} eine durch das {\displaystyle TBK} korrigierte Visibilität darstellt.

## Entscheidungskriterien
Die Entscheidung, wann ein gutes Funktionieren des experimentellen Aufbaus vorliegt, erfordert ein Definieren von Intervallen in Abhängigkeit von {\displaystyle \kappa }. Drei Bereiche sind festlegbar.

### Die Leistung des Zentralimpulses ist größer als der beider Satelliten
Der Ausdruck {\displaystyle P(\psi _{M})=P(\psi _{K})+P(\psi _{L})} liefert zwei Lösungen mit {\displaystyle \kappa _{1}=0{,}636\dots } und {\displaystyle \kappa _{2}=1{,}364\dots } die innerhalb des Definitionsbereiches von {\displaystyle \kappa } liegen. Beide Werte ergeben ein:
{\displaystyle V_{TBK,SZS}=0{,}5}
{\displaystyle \Rightarrow }
{\displaystyle 2\cdot V_{SZS}=TBK_{SZS}}

### Die Leistung des Zentralimpulses ist größer als der eines Satelliten
Aus den Forderungen {\displaystyle P(\psi _{K})=P(\psi _{M})} und {\displaystyle P(\psi _{M})=P(\psi _{L})} sind zwei nutzbare Lösungen berechenbar mit {\displaystyle \kappa _{3}=0{,}597\dots } und {\displaystyle \kappa _{4}=1{,}403\dots }. Damit ist der Bereich des Vorliegens einer Time-Bin-Konfiguration (TBI) bekannt.
{\displaystyle \kappa _{1}\approx \kappa _{3}\approx 0{,}6<\kappa _{TBI}<1{,}4\approx \kappa _{4}\approx \kappa _{2}}

### Die Minimal- und die Maximalmessung bei der Methode SZS werden ununterscheidbar
Ein exaktes Zusammenfallen von {\displaystyle MIN} und {\displaystyle MAX} erfolgt erst bei {\displaystyle \kappa =0=\kappa _{min}} und {\displaystyle \kappa =2=\kappa _{\mathrm {max} }}. Es wird festgelegt:
{\displaystyle {\frac {MAX_{SZS}}{MIN_{SZS}}}=1{,}05}
Obiger Wert impliziert ein Time-Bin-Kriterium von:
{\displaystyle TBK_{SZS}={\frac {1}{m_{SZS}}}\cdot {\frac {MAX_{SZS}}{MIN_{SZS}}}=0{,}35>TBK_{{SZS}{,min}}={\frac {1}{3}}=TBK_{SZS}(\kappa =0)=TBK_{SZS}(\kappa =2)}
Zwei Werte von {\displaystyle \kappa } sind definiert, welche ein Vorliegen der Time-Bin-Konfiguration ausschließen (NOTBI) mit {\displaystyle \kappa _{5}=0{,}254\dots } und {\displaystyle \kappa _{6}=1{,}746\dots }. Damit folgt:
{\displaystyle \kappa _{\mathrm {min} }=0\leq \kappa _{NOTBI}<0{,}25\approx \kappa _{5}\qquad \kappa _{6}\approx 1{,}75<\kappa _{NOTBI}\leq 2=\kappa _{\mathrm {max} }}

## Anwendung

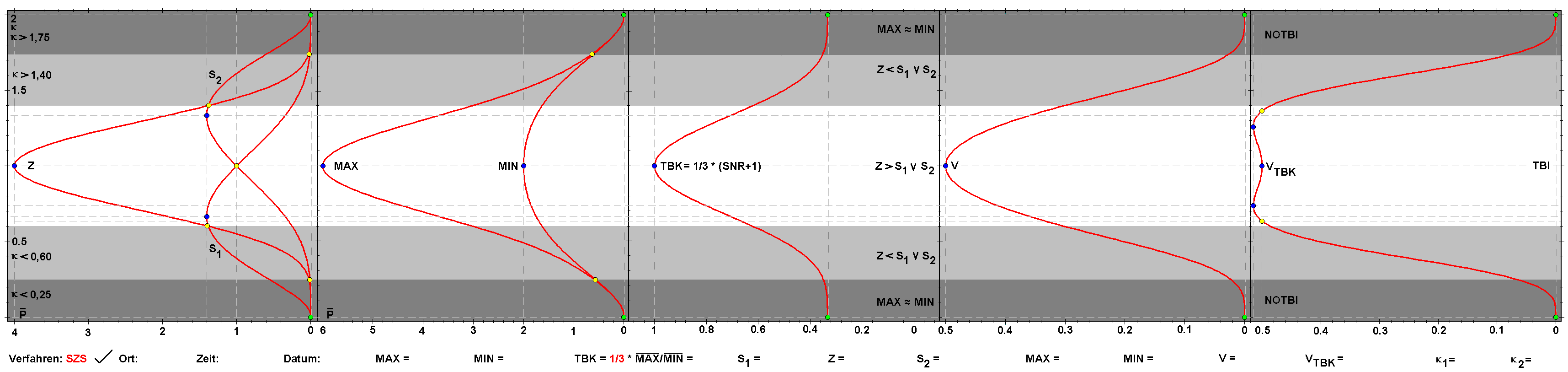
Möglicher Aufbau eines leeren Formblattes für die Anwendung des Time-Bin-Kriteriums über die Methode SZS.

Für die Anwendung des Time-Bin-Kriteriums mit der Methode SZS wird der experimentelle Aufbau durch einen Dauerstrichlaser versorgt. Ist das Setup in der Lage die Methode Z anzuwenden, wird ein stark gedämpfter Pulslaser bzw. eine Einzelphotonenquelle angeschlossen. Am elektrooptischen Modulator (EOM) wird danach die Phasendrehung solange verändert, bis am Detektor ein Minimum an Leistung erscheint. Die Minimalmessung {\displaystyle MIN} ist erfasst. Analog für die Messung des Maximalwertes {\displaystyle MAX} wird die Phase so verändert, bis ein Maximum am Detektor zu erkennen ist. Da die Time-Bin-Konfiguration stark temperaturabhängig ist, sollten mehrere Messungen durchgeführt werden, bis ein temperaturstabiler Zustand zu erkennen ist. Die Auswertung kann nach der Messkampagne numerisch oder grafisch durchgeführt werden. Die numerische Methode ist beschrieben in . Reicht eine qualitative Aussage, ist die grafische Auswertung über ein Formblatt schneller. Für diesen Fall muss nur der {\displaystyle TBK_{\bullet }}-Wert je nach gewählter Methode berechnet werden als Einstieg in das Kennlinienfeld. Ein Beispiel für die grafische Auswertung ist ebenfalls in beschrieben.
{\displaystyle TBK_{SZS}={\frac {1}{3}}\cdot {\frac {MAX_{SZS}}{MIN_{SZS}}}\qquad \qquad TBK_{Z}={\frac {MAX_{Z}}{MIN_{Z}}}}

## Erweiterungen

### Time-Bin-Kriterium und Visibilität und Signal-Rausch-Verhältnis
Für die Methode SZS gibt es einen direkten Zusammenhang zwischen {\displaystyle TBK_{SZS}} und dem Signal-Rausch-Verhältnis {\displaystyle SNR}. Bei einer kontinuierlichen Einkopplung von Laserlicht in die Time-Bin-Konfiguration werden am Detektor die Satelliten als Untergrund sichtbar, welche den Zentralimpuls mehr oder weniger überdecken, je nach vorliegendem Wert von {\displaystyle \kappa }.
{\displaystyle SNR_{SZS}={\frac {P(\psi _{M})}{P(\psi _{K})+P(\psi _{L})}}={\frac {MAX_{SZS}-MIN_{SZS}}{MIN_{SZS}}}=3\cdot TBK_{SZS}-1}
Mit den exponierten Punkten:
{\displaystyle SNR_{SZS,\mathrm {max} }=SNR_{SZS}(\kappa =1)=2\equiv +3\,\mathrm {dB} }
{\displaystyle SNR_{SZS}=1\equiv 0\,\mathrm {dB} } bei {\displaystyle \kappa _{1}=0{,}636\dots } und {\displaystyle \kappa _{2}=1{,}364\dots } bekannt aus den Entscheidungskriterien.
Weiterhin:
{\displaystyle SNR_{SZS}=(3\cdot TBK_{SZS}+1)\cdot V_{SZS}}

### Time-Bin-Kriterium und Visibilität und Quanten-Bitfehlerhäufigkeit
Zwischen der Visibilität und der Quanten-Bitfehlerhäufigkeit (QBER – Quantum Bit Error Rate) existiert eine Proportionalität.
{\displaystyle QBER\sim 1-V=1-V_{TBK,Z}\cdot TBK_{Z}}

### Zentralimpuls in erweiterter Beschreibung
Mittels der korrigierten Visibilität und des Time-Bin-Kriteriums lässt sich der Zentralimpuls {\displaystyle P(\psi _{M})} in seiner Beschreibung für die Methode Z erweitern.
{\displaystyle P(\psi _{M})(\kappa ,\varphi _{1},\varphi _{2}=0)=4\cdot \kappa ^{6}\cdot (2-\kappa )^{6}\cdot \cos ^{2}{\frac {\varphi _{1}}{2}}=4\cdot V_{TBK,Z}\cdot \cos ^{2}{\frac {\varphi _{1}}{2}}={\frac {4}{TBK_{Z}}}\cdot \cos ^{2}{\frac {\varphi _{1}}{2}}}
Damit lässt sich bei entsprechender experimenteller Ausrüstung {\displaystyle V_{TBK,Z}} oder {\displaystyle TBK_{Z}} direkt auswerten.